# 張庭 (萬曆進士)
張庭（1578年—1619年），字居敬，號履和，山西平陽府蒲州人，官籍，明朝政治人物。

## 生平
萬曆三十四年（1606年）丙午科山西鄉試第四十四名舉人，三十五年（1607年）中式丁未科會試第二百三名，未廷試，三十八年（1610年）庚戌科三甲第七十名進士。通政司觀政，改順天府教授，四十年陞國子監助教，四十一年陞戶部主事，四十四年陞員外郎，天津營倉，四十六年陞郎中，丁母憂，四十七年抑鬱而卒。天啟元年（1621年）以御史魏光緒建言，贈光祿寺少卿。

## 家族
曾祖張准，贈中憲大夫，山東按察司副使；祖父張邦士，嘉靖十年舉人，亞中大夫，山東布政使司右參政，祀鄉賢；父張循占，承德郎，直隸真定府通判。母王氏（封安人）。具慶下。從兄張祥、張禎，兄張廉（正千戶），弟張廣（同科進士、翰林院編修）、張度（庠生）、張序（庠生）、張席（庠生）、張廙（庠生）、張庾、張廩、張賡。子張夢麟、張夢龍。
從伯祖張邦教，正德十二年進士，陝西按察使。